# Rhabdoblatta monochroma
Rhabdoblatta monochroma är en kackerlacksart som beskrevs av Anisyutkin 2000. Rhabdoblatta monochroma ingår i släktet Rhabdoblatta och familjen jättekackerlackor. Inga underarter finns listade i Catalogue of Life.